# カゾルツォ・モンフェッラート
カゾルツォ・モンフェッラート（伊: Casorzo Monferrato）は、イタリア共和国ピエモンテ州アスティ県にある、人口約600人の基礎自治体（コムーネ）。
2022年3月3日、カゾルツォ（Casorzo）から現在の名称に変更された。

## 地理

### 位置・広がり

#### 隣接コムーネ
隣接するコムーネは以下の通り。括弧内のALはアレッサンドリア県所属を示す。
- アルタヴィッラ・モンフェッラート (AL)
- グラーナ・モンフェッラート
- グラッツァーノ・バドーリオ
- モンテマーニョ
- オリーヴォラ (AL)
- オッティーリオ (AL)
- ヴィニャーレ・モンフェッラート (AL)